# Spartan C2
O Spartan C2 é uma aeronave leve produzida nos Estados Unidos no início da década de 1930 como uma aeronave esportiva de baixo custo que seria vendida durante a Grande Depressão.

## Projeto e desenvolvimento
O Spartan C2 é um projeto monoplano convencional de asa baixa com dois assentos lado a lado em uma cabine aberta. A asa era reforçada com suportes e arames e carregava as unidades principais do trem de pouso fixo dividido. A energia era fornecida por um pequeno motor radial montado no nariz, em configuração por tração, que acionava uma hélice de duas pás.
A Spartan introduziu o C2 em 1931 com um motor de 55 HP e vendeu 16 exemplares antes que as circunstâncias econômicas em curso interrompessem a produção. A Spartan então construiu 2 exemplares com motores de 165 HP para usar em sua própria escola de aviação. Essas últimas aeronaves foram equipadas com capuzes que podiam ser fechados sobre a cabine para o treinamento de pilotos em vôo por instrumentos. A Spartan ofereceu esta versão aos militares dos EUA como treinador, mas os oficiais da época acreditavam que os monoplanos de asa baixa eram inadequados para o treinamento de pilotos. A Spartan também apresentou uma proposta ao "U.S. Bureau of Air Commerce" para fornecer a seus inspetores uma aeronave leve de dois lugares.O projeto em questão era provavelmente o C2-60, mas, a proposta não foi aceita.

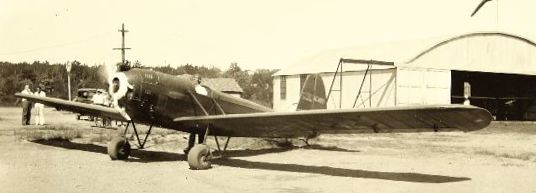
Um Spartan C2-60 com motor Jacobs L-3.

## Variantes
- C2-60 — versão de produção inicial com motor Jacobs L-3 de 55 hp (41,0 kW) a 60 hp (44,7 kW) (16 construídos)[1][2]
- C2-165 — treinador com motor Wright J-5 de 165 hp (123 kW) com capuzes para treinamento de voo por instrumento para a "Spartan School of Aeronautics" (2 construídos)[1]

## Operadores
- Spartan School of Aeronautics (2 × C2-165)

## Exemplares em exibição
Três "C2" são preservados em museus - um exemplar restaurado em exibição no "Tulsa Air and Space Museum", um exemplar restaurado em condições de voo no "Western Antique Airplane & Automobile Museum" em Hood River, Oregon, e um exemplar aguardando restauração no "Golden Wings Flying Museum", em Blaine, Minnesota.

## Especificações (C2-60)
Dados de: Jane's all the World's Aircraft 1931, Aerofiles: Spartan
Descrições gerais
- Tripulação: 1 piloto
- Capacidade: 1 passageiro
- Comprimento: 6,84 m (22 ft)
- Envergadura: 12 m (39 ft)
- Altura: 2,12 m (7,0 ft)
- Área alar: 15,03 m² (162 ft²)
- Peso vazio: 310 kg (683 lb)
- Peso bruto (carregado): 510 kg (1 120 lb)
- Capacidade de combustível: 57 l (15,1 US-gal)

Motorização
- Número de motores: 1x
- Tipo do motor: Jacobs L-3 de pistão, 3 cilindros radial refrigerado a ar
- Potência por motor: 60 hp (44,7 kW)
- Descrição do propulsor/hélice: Hélice metálica de 2 pás

Performance
- Velocidade máxima: 153 km/h (95,1 mph)
- Velocidade de cruzeiro (km/h): 130 km/h (80,8 mph)
- Alcance: 510 km (317 mi)
- Razão de subida: 4.1 m/s
- Tecto de serviço: 4 000 m (13 100 ft)